# Apotolamprus cyanescens
Apotolamprus cyanescens är en skalbaggsart som beskrevs av Brancsik 1892. Apotolamprus cyanescens ingår i släktet Apotolamprus och familjen bladhorningar. Inga underarter finns listade i Catalogue of Life.